# Carlo Adolfo Schlatter
Template:Pittori
Carlo Adolfo Schlatter (Roma, 14 ottobre 1873 – Firenze, 18 aprile 1958) è stato un pittore e incisore svizzero.

## Biografia
Nacque a Roma dal console generale svizzero Louis Georges Schlatter e da Emilie de Lamorte, la cui famiglia aveva fondato l'azienda Senn & Kotzian a Livorno a metà Ottocento., la famiglia  Schlatter si trasferirono  da Roma a Firenze nel 1871, dove Carlo Adolfo si avvicinò all'arte.
Fu allievo del Giuseppe Ciaranfi e del pittore pittore Stefano Ussi. Espose per la prima volta il dipinto Autunno alla Festa dell'Arte e dei Fiori, seguito dall'esposizione alla Pinacoteca di Brera l'anno successivo. Tra le mostre collettive a cui prese parte si ricordano quella della Società di Belle Arti di Firenze nel 1897, l'Esposizione Nazionale di Belle Arti di Torino dove espose il dipinto C'est ainsi qu'innocent… e la Seconda Esposizione Invernale Toscana della Società delle belle arti del 1915 dove presentò il dipinto Della guerra, premiato all'Esposizione del Soldato del 1917. Sul piano artigianale si occupò della progettazione di ferri battuti.
Dopo le nozze con Emma Moni nel 1899  (figlia del Generale di Corpo di Armata nonché direttore dell'Istituto Geografico Militare, Onorato Moni) si stabilì nell'atelier da lui costruito nella zona del Campo di Marte. Agli inizi del Novecento era solito dipingere en plein air a Portovenere con Fernand Riblet, il quale lo avvicinò all'ambiente artistico internazionale. Nel 1913 fondò con altri artigiani la Ferri artistici di Colle Val d'Elsa. Da lui prende nome il "Brevetto Schlatter", un processo industriale di produzione di manufatti che prevedeva l'uso anche dei ritagli di ferro e di altri metalli. Al periodo della prima guerra mondiale appartengono i quadri La roccia fantasma (acquistato da Vittorio Emanuele III) e Tomba d'eroi, precursori del suo periodo teosofista.
Già segnato dalla scomparsa prematura del padre e dalle conseguenti difficoltà dopo una vita di studi filosofici approda dopo la morte della moglie sopraggiunta nel 1923  alla Teosofia. Durante gli anni del fascismo pubblicò sei volumi sulla teosofia, nonché la poesia Arte (1935) per la Rivista di Studi Spirituali Il Loto. Negli anni '30 intessette una folta corrispondenza con i maggiori teosofi italiani come Roberto Assagioli, Bernardino Del Boca, la contessa Maria Luisa Gamberini e Roberto Hack (genitori dell'astrofisica Margherita Hack), e la poetessa Angela Talli Bordoni.
La sua opera magna ammonta a più di cinquecento manufatti che includono dipinti, tele, incisioni e manufatti. I suoi oltre 26 manoscritti sono decorati con circa 90 incisioni. Gran parte delle sue opere è conservata nelle collezioni private degli eredi.